# Ostgroßefehn
Ostgroßefehn ist der jüngste Ortsteil der Gemeinde Großefehn im Landkreis Aurich in Niedersachsen. Die älteren Gemeindeteile sind Westgroßefehn und Mittegroßefehn.

## Geschichte
Die Besiedlung von Ostgroßefehns setzte um 1790 ein. Die Gemeindegrenze zu Mittegroßefehn bildet im Westen die heutige Bundesstraße 72, im Osten grenzt der Ort an das Stadtgebiet von Wiesmoor.
Inwieken, wie sie bei anderen Fehnsiedlungen üblich sind, wurden in Ostgroßefehn erst sehr spät angelegt. So wurde mit der Anlegung der Rolofswieke um 1885, der Westerwieke um 1890, mit der Louisenwieke um 1895 und die Stelzenwieke um 1933/34 begonnen.
Heute gehört nur noch ein Teil der Rolofswieke zum Gemeindegebiet, die anderen Inwieken gehören heute zur Stadt Wiesmoor.
In der Zeit von 1828 bis 1882 gab es eine Glashütte in Ostgroßefehn. Dort wurden Blumentöpfe, Blumenstangen, Gläser und Flaschen für Apotheken, Weinhandlungen, Bierbrauereien und Gastwirtschaften hergestellt. Fensterglas wurde ebenfalls gefertigt. Dieses war allerdings nicht hell genug, so dass die Produktion bald eingestellt wurde.
Im Jahr 1835 wurde anlässlich der 200-Jahr-Feier Großefehns am damaligen Ende des Kanalbettes ein Erdhügel aufgeschüttet, der nach dem damaligen Fehndirektor Arend Hoppe Arendshügel genannt wurde. Arend Hoppe hat die erste Karre mit Erdaushub aufgeschüttet. Heute ist der Hügel ein beliebter Aussichtspunkt für Radwanderer.
Die Auferstehungskirche (Ostgroßefehn) wurde am 22. Dezember 1895 eingeweiht.
Am 1. Juli 1972 wurde Ostgroßefehn in die neue Gemeinde Großefehn eingegliedert.

## Politik
Der Ortsrat, der den Ortsteil Ostgroßefehn vertritt, setzt sich aus neun Mitgliedern zusammen. Die Ratsmitglieder werden durch eine Kommunalwahl für jeweils fünf Jahre gewählt. Die aktuelle Amtszeit begann am 1. November 2021 und endet am 31. Oktober 2026.
Bei der Kommunalwahl 2021 ergab sich folgende Sitzverteilung:
| Ortsrat 2021Insgesamt 9 Sitze - SPD: 5 - Grüne: 1 - BL: 2 - CDU: 1 |